# Oberea pseudoneavei
Oberea pseudoneavei är en skalbaggsart som beskrevs av Stefan von Breuning 1976. Oberea pseudoneavei ingår i släktet Oberea och familjen långhorningar. Inga underarter finns listade i Catalogue of Life.